# Batoo Tshering
Goongloen Gongma Batoo Tshering (Thimphu, 11 dicembre 1951) è un generale bhutanese comandante dell'esercito del Bhutan.

## Biografia

### Carriera nell'esercito
Formato presso l'Accademia militare indiana, viene incaricato dall'Esercito del Bhutan nel 1970. In seguito assegnato all'8º battaglione del reggimento BIHAR dell'esercito indiano. Durante la sua carriera militare ha seguito il corso per giovani ufficiali, il corso di commando e ufficiali dello staff dell'intelligence, Corso di Comando Junior, Corso di Comando Senior in varie scuole di istruzione militare in India. 
Laureato al prestigioso Defense Services Staff College, Wellington, Tamil Nadu, Il tenente generale Batoo Tshering ha ricoperto diversi importanti incarichi di comando. Il suo primo incarico nello staff fu nel 1976 presso il quartier generale dell'esercito come ufficiale delle operazioni e dell'addestramento . Comandò successivamente l'ala 4 e l'ala 7. È stato comandante del Centro di addestramento militare nel 1988, vice capo delle operazioni nel 1991 e comandante del centro di comando a Dewathang nel 1997 fino al completamento dell'Operazione All Clear nel 2003. Ha assunto la carica di vice capo Direttore delle operazioni con effetto dal 21 febbraio 2005 ed è stato nominato Direttore delle operazioni da Sua Maestà il re Jigme Singye Wangchuck il 1º novembre 2005. Oltre alle sue responsabilità di Direttore delle operazioni, è anche il presidente del Consiglio di Amministrazione del Progetto Welfare Esercito.
Mentre era in servizio attivo, vicino a Nganglam il 31 ottobre 1998,Tshering  fu oggetto di un'imboscata da parte di ribelli armati  durante la quale la sua auto fu crivellata di proiettili. 

### Vita privata
Tshering è sposato con Aum Pema Choden, che si è laureata al Paro College of Education e hanno due figlie, Dechen Yangden e Rinchen Pelden, entrambe impiegate presso il governo reale del Bhutan.